# Прапорщикова, Евгения Сергеевна
Евгения Сергеевна Прапорщикова (8 июля 1985) — российская футболистка, защитница.

## Биография
Выступала в высшей лиге России за клубы «Чертаново» (Москва), «Нева» (Санкт-Петербург), «Химки», «Надежда» (Ногинск). Также играла за реутовский «Приалит» и клуб второй лиги «Чайка» (Юбилейный). В 2010 году в составе красногорского «Зоркого» стала победительницей первого дивизиона.
Серебряный призёр футбольного турнира Всемирной Универсиады 2007 года в составе студенческой сборной России.